# دانشگاه نیوکاسل
دانشگاه نیوکاسل (به انگلیسی: Newcastle University) یک دانشگاه تحقیقاتی دولتی در تاین اند ور واقع در شمال شرقی انگلستان است که در سال ۱۹۶۳ میلادی بنیان‌نهاده شده‌است. 
این دانشگاه در سال ۱۲۱۳ شمسی (۱۸۳۴ میلادی) به عنوان دانشکده پزشکی و جراحی وابسته به دانشگاه دورهام آغاز به‌کار نمود. در سال ۱۳۴۲ شمسی (۱۹۶۳ میلادی) متعاقب تصویب پارلمان انگلستان به عنوان دانشگاه نیوکاسل در نظام آموزشی انگلستان به رسمیت شناخته شد.این دانشگاه همکاری بسیار تنگاتنگی با دانشگاه های کشور آمریکا و استرالیا به‌ویژه دانشگاه میشیگان در ان‌آربور دارد.
دانشگاه نیوکاسل جزو معدود دانشگاه‌هایی است که با عضویت در گروه راسل حدود دو سوم از بودجه‌های پژوهشی دانشگاهی در بریتانیا را به خود جذب می‌کند. مطابق نظام ارزشیابی وزارت علوم ایران این دانشگاه در رده موسسات آموزش عالی ممتاز می‌باشد.
شهرت این دانشگاه عمدتاً به دلیل تحقیقات گسترده در زمینه چشم‌پزشکی، سلول‌های بنیادی، ژنتیک پزشکی و علوم اعصاب و مهندسی پزشکی بیومواد بوده و مدارک پزشکی این دانشگاه در انگلستان و دنیا از اعتبار بالایی برخوردار است.
دانشکده برق و مهندسی کامپیوتر این دانشگاه مطابق آخرین رده‌بندی در میان ۶۸ دانشگاه انگلستان رتبه هفتم را کسب کرده‌است.
نیوکاسل در آخرین رده‌بندی msn Travel به عنوان بهترین شهر دانشگاهی انگلستان معرفی شده‌است.

## تاریخچه تأسیس

ساختمان آرمسترانگ

تاریخچه تأسیس دانشگاه نیوکاسل به اکتبر ۱۸۳۴ میلادی (۱۲۱۳ شمسی) بازمی‌گردد که به صورت دانشکده پزشکی و جراحی با پذیرش ۲۶ دانشجوی پزشکی آغاز به کار نمود. در خرداد ۱۲۳۱ شمسی (مطابق با ماه ژوئن ۱۸۵۲ میلادی) متعاقب مناقشه‌ای میان استادان، این دانشکده به دو کالج پزشکی رقیب تجزیه شد. اکثریت اعضا به عضویت کالج پزشکی نیوکاسل درآمدند و سایرین کالج پزشکی و علوم کاربردی نیوکاسل را بنیان‌گذاری نمودند. در همان سال دانشگاه دورهام، کالج تحت مدیریت اکثریت یعنی کالج پزشکی نیوکاسل را به عنوان زیر مجموعه‌ای از دانشکده پزشکی دورهام به رسمیت شناخت و نخستین مدرک پزشکی این کالج چهار سال بعد در سال ۱۲۳۵ شمسی (۱۸۵۶ میلادی) صادر گردید. یک سال بعد دو کالج مجدداً با یکدیگر متحد شدند و متعاقباً در سال ۱۲۴۰ شمسی (۱۸۷۰ میلادی) مجموعاً به کالج پزشکی دانشگاه دورهام در نیوکاسل تغییر نام دادند.
در سال ۱۲۴۱ شمسی (۱۸۷۱ میلادی) نیاز روزافزون صنعت معدن در منطقه به متخصصین سایر علوم نظیر شیمی، فیزیک، زمین‌شناسی و ریاضیات جامعه علمی نیوکاسل را ناگزیر از تأسیس کالج علوم فیزیکی نیوکاسل نمود که بعدها در سال ۱۲۸۳ شمسی (۱۹۰۴ میلادی) به افتخار ویلیام جورج آرمسترانگ به آرمسترانگ کالج تغییر نام داد.
هر دو کالج علوم پزشکی و علوم فیزیکی نیوکاسل تا اوایل قرن بیستم میلادی به عنوان بخشی از دانشگاه دورهام به فعالیت ادامه دادند تا اینکه پیشی جستن کالج پزشکی نیوکاسل از لحاظ علمی و پژوهشی از دانشکده پزشکی دانشگاه دورهام، اعضاء پارلمان انگلستان را برآن داشت تا به استقلال این کالج از دانشگاه دورهام رأی داده و متعاقباً تأسیس دانشگاه نیوکاسل را به تصویب برسانند.

## افتخارات علمی
دانشمندان دانشگاه نیوکاسل ابداع‌کننده شیوه جدید و بحث‌برانگیزی هستند که به صورت بالقوه در صورت تصویب پارلمان انگلستان پایانی خواهد بود بر بیماری‌های ارثی با منشأ میتوکندریایی.همچنین محققان و دانش جویان رشته ی مهندسی پزشکی این دانشگاه موفق به ساخت بیومواد جدیدی شده اند که میتواند بیماری هایی همچون پوکی استخوان و پیر چشمی را به طور کامل از بین ببرد.با این وجود دانشجویان این دانشگاه ترجیح می‌دهند اختراعات خود را در ایالات متحده آمریکا به ثبت برسانند تا در بریتانیا
دانشگاه نیوکاسل به همراه کینگز کالج لندن و دانشگاه وارویک تنها مراکز تحقیقاتی هستند که واجد مجوز جهت پژوهش در زمینه جنین‌های دورگهٔ انسانی و حیوانی می‌باشند.

## نگارخانه

محوطه اصلی دانشگاه
کینگز گیت، مجموعه تشکیلات اداری دانشگاه
سردر دانشگاه نیوکاسل
کِلِرمونت تاور، مجموعه علوم کامپیوتر
محوطه اصلی دانشگاه
ساختمان آرمسترانگ
سردر ورودی ساختمان آرمسترانگ